# Mauston
Mauston é uma cidade localizada no estado norte-americano de Wisconsin, no Condado de Juneau.

## Demografia
Segundo o censo norte-americano de 2000, a sua população era de 3740 habitantes.
Em 2006, foi estimada uma população de 4253, um aumento de 513 (13.7%).

## Geografia
De acordo com o United States Census Bureau tem uma área de
10,6 km², dos quais 9,5 km² cobertos por terra e 1,1 km² cobertos por água. Mauston localiza-se a aproximadamente 269 m acima do nível do mar.

## Localidades na vizinhança
O diagrama seguinte representa as localidades num raio de 20 km ao redor de Mauston.